# Hugh Aston
Hugh Aston (?, 1485 – York vagy Leicester, 1558. november 16.) angol zeneszerző. Az Oxfordi Egyetemen végzett. Diplomamunkájaként Te Deum című művét nyújtotta be.